# Мелик-Пашаева, Карина Левоновна
Карина Левоновна (Львовна) Мелик-Пашаева (род. 13 мая 1946) — советская и российская учёная, кандидат искусствоведения, профессор. Заслуженный деятель искусств Российской Федерации, заслуженный деятель искусств Чеченской Республики (2015).

## Биография
Родилась 13 мая 1946 года.
В 1976 году защитила кандидатскую диссертацию на тему «Традиции и новаторство в симфоническом творчестве О. Мессиана».
Работала проректором РАТИ по научной работе. Являлась профессором кафедры истории и теории музыки и музыкально-сценических искусств. В 2009 году была назначена ректором РАТИ-ГИТИС, проработав на этой должности по 2016 год.
Заслуженный деятель искусств Российской Федерации, награждена высшей ведомственной наградой Министерства культуры РФ «За вклад в Российскую культуру» (2016).
В РГАЛИ имеются документы, относящиеся к К. Л. Мелик-Пашаевой.